# Zoey 101
Zoey 101 es una serie de televisión de comedia juvenil creada por Dan Schneider para el canal de televisión Nickelodeon. El programa debutó el 9 de enero de 2005 y finalizó el 2 de mayo de 2008 en los Estados Unidos tras 4 temporadas emitidas. 
Esta protagonizada por Jamie Lynn Spears como el personaje titular, junto a Paul Butcher, Sean Flynn, Kristin Herrera, Christopher Massey, Alexa Nikolas, Erin Sanders y Matthew Underwood. Victoria Justice y Austin Butler se integraron en temporadas posteriores.
Inicialmente fue grabada en la Universidad Pepperdine en Malibú, y a partir de la tercera temporada grabaron algunas escenas en Valencia, California.
Fue nominada a un Premio Emmy en la categoría «Mejor programa infantil» en 2005. También tuvo la mayor audiencia de una premier de Nickelodeon en casi ocho años, además de ser una de las series con mayor audiencia del canal. La serie finalizó con cuatro temporadas y 65 episodios en 2008, debido a que según su protagonista fue porque el contrato de la producción había terminado y no por su embarazo. En 2013 la serie ganó la categoría a la «Mejor Serie Neox Kidz» en los premios Neox Fan Awards en España.

## Sinopsis

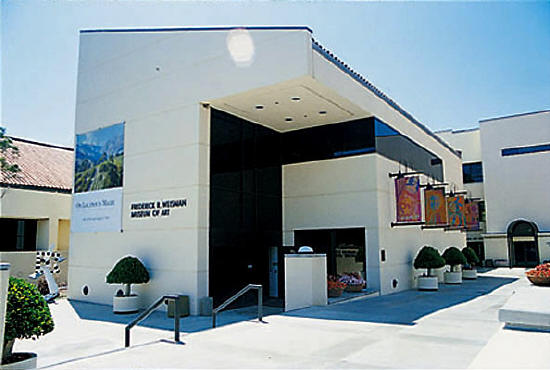
Universidad Pepperdine, que representa PCA.

Zoey Brooks asiste a su primer día en Pacific Coast Academy, un internado privado que inscribe a alumnas por primera vez. Su hermano Dustin estudia ahí también. La serie trata de las aventuras de un grupo de estudiantes de secundaria mientras viven en el campus. Al equilibrar múltiples cosas en la vida, se apoyan mutuamente y conocen gente nueva en el camino. Pase lo que pase, hacen todo lo posible para salir adelante.

### Primera temporada
Zoey Brooks (Jamie Lynn Spears) es una chica de 13 años muy alegre y con gran talento para la moda. Llegó al internado de PCA, que por primera vez permite el ingreso de chicas.
Su hermano menor Dustin (Paul Butcher) de 10 años asiste también a PCA. En el patio conoce a quien se convertirá en su mejor amigo, Chase Matthews (Sean Flynn), un torpe y encantador muchacho con gran admiración por los cómics, que se enamora de ella desde el primer momento en que la ve.
Más tarde, Zoey se reúne con sus nuevas compañeras de cuarto, la atlética y gruñona Dana Cruz (Kristin Herrera) y la divertida chica que está obsesionada con los chicos guapos, Nicole Bristow (Alexa Nikolas). También conoce a Quinn Pensky (Erin Sanders), una aspirante a científica algo inestable, Michael Barret (Christopher Massey) un simpático chico al que le encanta la cocina y la música, y a Logan Reese (Matthew Underwood), un guapo e insoportable niño de papá con aires de superioridad, aunque de buen corazón. Todos se hacen amigos inseparables y viven muchas aventuras juntos.

### Segunda temporada
Dana ha sido aceptada por un programa europeo de intercambio de estudiantes, y ahora está estudiando en París, por lo que Zoey y Nicole tienen una nueva compañera de cuarto, Lola Martínez (Victoria Justice). Lola es una joven aspirante a actriz que se hizo pasar por una punk, algo desequilibrada mentalmente y apasionada del vudú, para gastarles una broma y así probar sus dotes como actriz. Al principio no están contentas con tener una nueva compañera de cuarto, pero se dan cuenta de que Lola no es quien dice ser y se vuelven muy buenas amigas.
Para las vacaciones de primavera, Logan invita al grupo a su casa de playa en Santa Mónica, donde su padre Malcolm Reese, quien es productor de televisión les informa que participarán en una prueba para un programa de televisión llamado Defensores de género, en el cual competirán las chicas contra los chicos para superar tres desafíos: mental, creativo y físico. Previo a la competencia, cada uno de ellos recibe un comunicador electrónico llamado Tek-Mate para participar. Michael por mensaje de texto intenta convencer a Chase para que confiese sus sentimientos a Zoey, pero él se niega y reenvía erróneamente el mensaje de respuesta a Zoey. El primer desafío comienza, Chase decide recuperar el Take-Mate de Zoey para eliminar el mensaje y lo consigue, pero Zoey y las chicas se enteran y se molestan con él ya que pierden el desafío por su culpa. La amistad de Zoey y Chase entra en conflicto ya que ella le pide una explicación sobre lo sucedido, pero él se niega.
Las chicas ganan el segundo desafío. En el desafío final Chase pierde a propósito para darle la victoria a las chicas y así recuperar su amistad con Zoey. Malcolm les informa que los desafíos fueron grabados por cámaras ocultas y que el grupo protagonizará el primer episodio del nuevo programa Defensores de género, que será transmitido por televisión. De regreso en la PCA, todos están mirando el episodio piloto. Chase le confiesa a Zoey que robó su teléfono para eliminar un mensaje que le había enviado a ella por error, pero se niega a explicarle que decía el mensaje. Zoey se va al vestíbulo para mirar el programa con las chicas, enseguida Chase le envía un mensaje confesando su amor, pero ella olvida su Take-Mate junto a la fuente y cuando recibe el mensaje cae dentro del agua y se daña, por lo cual Zoey no puedo leer el mensaje.

### Tercera temporada
Comienza un nuevo año en la PCA, Nicole ha dejado la academia porque fue diagnosticada con una obsesión por el sexo masculino y es enviada a una escuela solo para chicas. Zoey y Lola se convertirán en las compañeras de cuarto de Quinn, quien pasó a ser compañera de Zoey y Lola después de que accidentalmente fuera asignada a un dormitorio que realmente no existía. Este problema lo acarreó Coco (Jessica Chaffin), su coordinadora. 
Finalmente se vuelven muy buenas amigas ya que descubren que aunque Quinn esté algo loca, es muy buena amiga y compañera. Al final de la temporada, en el episodio ¿Adiós Zoey?, Zoey se traslada a Covington, un internado de Inglaterra, por petición de sus padres. Después de un mal funcionamiento de la cámara web, Zoey se entera de que Chase está enamorado de ella.

### Cuarta temporada
Zoey vuelve a la academia sin saber que Chase va a Covington para buscarla. Él le revela por Video Chat que tiene que quedarse el semestre completo en Covington, después de haber suplicado a sus padres para su traslado a dicha escuela. Cuando finalmente tuvieron su primera cita por ese medio, este se estropeó, y ambos decidieron posponer su relación hasta que pudieran reencontrarse de nuevo. 
Logan y Michael tienen un nuevo compañero llamado James Garrett (Austin Butler), quien más tarde se convierte en el novio de Zoey después de un malentendido que formó Logan para que James dejara de estar "disponible" para las demás chicas y así poder seguir siendo "el soltero más guapo de PCA".
Para sorpresa de todos, Quinn y Logan comienzan a salir, después de que Mark del Figgalo (Jack Salvatore Jr.) la dejara por otra chica, y él le diera un beso tras encontrarla llorando, descubriendo así que él llevaba enamorado de ella hace tiempo, aunque ambos deciden mantener su relación en secreto para evitar las burlas de la academia.
Más sorpresas llegan como el regreso Vince Blake (Brando Eaton) a la academia después de ser expulsado por copiar en un examen y haber golpeado a Chase, Micahel, Logan y Mark, pero al llegar ellos ven que si cambio y entonces él y Lola comienzan a salir.
En el último capítulo de la última temporada, titulado Persiguiendo a Zoey, los chicos se preparan para el baile de graduación. Zoey y James terminan su relación, ya que ella se da cuenta de que está enamorada de Chase, quien más tarde la sorprende cuando vuelve a la academia graduado de Covington y por fin logran comenzar su relación. Michael trata de aprender a conducir un auto por una apuesta que hizo con su novia Lisa Perkins (Lisa Tucker). Lola y Vince tratan de llegar al baile a tiempo después de una persecución en el bosque por unos chicos que trataban de conseguir citas para el baile. Logan finalmente hace pública su relación con Quinn besándose con ella delante de todo PCA, el cual queda sorprendido con la noticia. Finalmente Chase y Zoey pasan el verano juntos en Hawái con la familia de Zoey.

## Producción
En el guion original, el personaje Quinn Pensky no existía, pero cuando Erin Sanders audicionó para otro rol menor, Dan Schneider se mostró tan impresionado por su actuación que creó específicamente dicho personaje para Erin.
Kristin Herrera dejó la serie debido a las disputas ocasionadas con Dan Schneider, ya que aparentaba tener más edad que el resto de personajes, aunque firmó un contrato para participar en tres temporadas. Alexa Nikolas abandonó voluntariamente la serie debido a supuestos problemas, aún no aclarados, con el productor y con la hermana de la protagonista, Britney Spears, por lo que, para evitar problemas, se marchó de la serie.

## Elenco y personajes
| Interpretado por        | Personaje          | Temporada   | Temporada   | Temporada   | Temporada   |
| Interpretado por        | Personaje          | 1           | 2           | 3           | 4           |
| Principales             | Principales        | Principales | Principales | Principales | Principales |
| ----------------------- | ------------------ | ----------- | ----------- | ----------- | ----------- |
| Jamie Lynn Spears       | Zoey Brooks        | Principal   | Principal   | Principal   | Principal   |
| Paul Butcher            | Dustin Brooks      | Principal   | Principal   | Principal   | Principal   |
| Sean Flynn              | Chase Matthews     | Principal   | Principal   | Principal   | Invitado    |
| Kristin Herrera         | Dana Cruz          | Principal   |             |             |             |
| Alexa Nikolas           | Nicole Bristow     | Principal   | Principal   |             |             |
| Christopher Massey      | Michael Barrett    | Principal   | Principal   | Principal   | Principal   |
| Erin Sanders            | Quinn Pensky       | Principal   | Principal   | Principal   | Principal   |
| Matthew Underwood       | Logan Reese        | Principal   | Principal   | Principal   | Principal   |
| Victoria Justice        | Lola Martínez      |             | Principal   | Principal   | Principal   |
| Austin Butler           | Danny              |             |             | Invitado    |             |
| Austin Butler           | James Garrett      |             |             |             | Principal   |
| Secundarios e invitados |                    |             |             |             |             |
| Jack Salvatore, Jr.     | Mark Del Figgalo   | Recurrente  | Recurrente  | Recurrente  | Recurrente  |
| Christopher Murray      | Decano Carl Rivers | Recurrente  | Recurrente  | Recurrente  | Recurrente  |
| Jessica Chaffin         | Coco Wexler        | Recurrente  | Recurrente  | Recurrente  | Recurrente  |
| Michael Blieden         | David H. Bender    | Recurrente  | Recurrente  |             |             |
| Miki Ishikawa           | Vicky              | Recurrente  |             |             |             |
| Stevanna Jackson        | Tasha              | Recurrente  |             |             |             |
| Brian Tee               | Kazu               | Invitado    | Invitado    | Recurrente  | Recurrente  |
| Diane Delano            | Enfermera Krutcher | Invitada    | Invitada    |             |             |
| Creagen Dow             | Jeremiah Trotman   |             | Recurrente  | Recurrente  | Recurrente  |
| Allen Evangelista       | Wayne Gilbert      |             | Recurrente  | Recurrente  | Recurrente  |
| Abby Wilde              | Stacey Dillsen     |             |             | Recurrente  | Recurrente  |
| Lisa Tucker             | Lisa Perkins       |             |             | Recurrente  | Recurrente  |
| Daniella Monet          | Rebecca Martin     |             |             | Recurrente  |             |
| Brando Eaton            | Vince Blake        |             |             | Invitado    | Recurrente  |

## Temporadas

### Episodios
| Temporada | Temporada | Episodios | Estados Unidos           | Estados Unidos      | Hispanoamérica          | Hispanoamérica          | España                  | España                  |
| Temporada | Temporada | Episodios | Comienzo                 | Final               | Comienzo                | Final                   | Comienzo                | Final                   |
| --------- | --------- | --------- | ------------------------ | ------------------- | ----------------------- | ----------------------- | ----------------------- | ----------------------- |
|           | 1         | 13        | 9 de enero de 2005       | 1 de mayo de 2005   | 22 de noviembre de 2005 | 14 de febrero de 2006   | 13 de diciembre de 2005 | 5 de julio de 2006      |
|           | 2         | 13        | 11 de septiembre de 2005 | 16 de abril de 2006 | 15 de mayo de 2006      | 31 de octubre de 2006   | 7 de agosto de 2006     | 20 de enero de 2007     |
|           | 3         | 25        | 24 de septiembre de 2006 | 4 de enero de 2008  | 6 de julio de 2007      | 25 de junio de 2008     | 14 de mayo de 2007      | 1 de septiembre de 2008 |
|           | 4         | 14        | 27 de enero de 2008      | 2 de mayo de 2008   | 7 de noviembre de 2008  | 26 de noviembre de 2008 | 13 de octubre de 2008   | 13 de enero de 2009     |

### Corto: What Did Zoey Say?
El 18 de septiembre de 2015, mediante la cuenta de YouTube de Dan Schneider, fue subido un vídeo titulado What Did Zoey Say?, en el cual 10 años después, Chase está en un restaurante a punto de proponer matrimonio a su novia, Elisa, pero luego aparece Michael y le da a conocer el vídeo que estuvo esperando durante todo ese tiempo, referente al capítulo La cápsula del tiempo. Al no tener un aparato para poder iniciar la reproducción del disco, Michael, que con anterioridad había escrito en una nota lo que Zoey dice en el vídeo, se lo cuenta a Chase, y acto seguido saca su teléfono para llamarla, pero Michael lo convence de ir a buscarla. Realmente Zoey estaba enamorada de Chase, solo que ella pensaba que la veía como una amiga.

### Corto: What Did Zoey Say? Part 2
El 4 de mayo de 2016, mediante la cuenta de YouTube de Sara Zaghi, fue subida la segunda parte de What Did Zoey Say?, donde Chase aparece en PCA buscando a Zoey mientras pregunta a los residentes. Finalmente la encuentra y los dos se van juntos.
A diferencia de la serie, el personaje Zoey Brooks fue interpretado por Zoe Borden. Se desconoce el motivo por el cual la actriz original no participó en la segunda parte de la miniserie. El corto tiene la finalidad de apoyar las elecciones estudiantiles de la Universidad de California en Los Ángeles (UCLA) siendo realizado por estudiantes de la misma. Sin embargo este corto no ha sido reconocido oficialmente o no existe una declaración oficial de Dan Schneider que lo acredite como la continuación del que él realizó.

### Película para streaming
El 12 de enero de 2023, Jamie Lynn Spears anunció que había comenzado la producción de una película secuela titulada Zoey 102, que se estrenaría en 2023 en Paramount+, con los miembros del reparto original de la serie Spears, Sean Flynn, Christopher Massey, Erin Sanders, Matthew Underwood, Jack Salvatore Jr. y Abby Wilde retomando sus papeles. La producción comenzó en enero de 2023 en Wilmington, Carolina del Norte. Nancy Hower se encargará de la dirección, con Spears como productora ejecutiva. La fotografía principal terminó en febrero de 2023.
En mayo de 2023, los actores Thomas Lennon, Owen Thiele y Dean Geyer se anunciaron como parte del reparto de la película.
La película fue estrenada el 27 de julio de 2023 en Paramount+.

## Banda sonora
Zoey 101: Music Mix es la banda sonora de la serie, lanzado el 7 de marzo de 2006. Los géneros de las canciones son variados.

## Premios y nominaciones

### Teen Choice Awards
| Año  | Categoría                                         | Candidato         | Resultado |
| ---- | ------------------------------------------------- | ----------------- | --------- |
| 2005 | Mejor programa revelación de televisión           | Zoey 101          | Nominada  |
| 2005 | Mejor actuación revelación femenina de televisión | Jamie Lynn Spears | Nominada  |

### Premios Primetime Emmy
| Año  | Categoría               | Candidato | Resultado |
| ---- | ----------------------- | --------- | --------- |
| 2005 | Mejor programa infantil | Zoey 101  | Nominada  |

### Casting Society of America
| Año  | Categoría                                   | Candidato              | Resultado |
| ---- | ------------------------------------------- | ---------------------- | --------- |
| 2005 | Mejor Casting - Programa de TV Infantil     | Sharon Chazin Lieblein | Nominada  |
| 2007 | Mejor Casting - Programa de TV Infantil     | Krisha Bullock         | Nominada  |
| 2008 | Mejor elenco en casting - Programa Infantil | Krisha Bullock         | Nominada  |

### Kids Choice Awards
| Año  | Categoría                       | Candidato         | Resultado |
| ---- | ------------------------------- | ----------------- | --------- |
| 2006 | Actriz de televisión favorita   | Jamie Lynn Spears | Ganadora  |
| 2007 | Actriz de televisión favorita   | Jamie Lynn Spears | Nominada  |
| 2008 | Actriz de televisión favorita   | Jamie Lynn Spears | Nominada  |
| 2009 | Programa de televisión favorito | Zoey 101          | Nominados |

#### Kids Choice Awards UK
| Año  | Categoría                  | Candidato         | Resultado |
| ---- | -------------------------- | ----------------- | --------- |
| 2007 | Mejor actriz de televisión | Jamie Lynn Spears | Nominada  |

#### Kids Choice Awards Australia
| Año  | Categoría                 | Candidato | Resultado |
| ---- | ------------------------- | --------- | --------- |
| 2007 | Programa de Nick favorito | Zoey 101  | Nominada  |

#### Kids' Choice Awards México
| Año  | Categoría                        | Candidato | Resultado |
| ---- | -------------------------------- | --------- | --------- |
| 2017 | 20 Años de Nick en Latinoamérica | Zoey 101  | Nominada  |

#### Kids' Choice Awards Colombia
| Año  | Categoría                        | Candidato | Resultado |
| ---- | -------------------------------- | --------- | --------- |
| 2017 | 20 Años de Nick en Latinoamérica | Zoey 101  | Nominada  |

#### Kids' Choice Awards Argentina
| Año  | Categoría                        | Candidato | Resultado |
| ---- | -------------------------------- | --------- | --------- |
| 2017 | 20 Años de Nick en Latinoamérica | Zoey 101  | Nominada  |

### Young Artist Awards
| Año  | Categoría                                                                               | Candidato | Resultado |
| ---- | --------------------------------------------------------------------------------------- | --- | --------- |
| 2006 | Mejor elenco joven en una serie de televisión (Comedia o Drama)                         | Sean Flynn Paul Butcher Kristin Herrera Victoria Justice Christopher Massey Alexa Nikolas Erin Sanders Jamie Lynn Spears Matthew Underwood | Ganadores |
| 2007 | Mejor actuación en una serie de televisión (Comedia o Drama) - Actriz Joven Protagónica | Jamie Lynn Spears | Nominada  |
| 2007 | Mejor actuación en una serie de televisión (Comedia o Drama) - Actor Joven de Reparto   | Paul Butcher | Nominado  |
| 2007 | Mejor actuación en una serie de televisión (Comedia o Drama) - Actriz Joven de Reparto  | Victoria Justice | Nominada  |
| 2007 | Mejor serie familiar de televisión (Comedia)                                            | Zoey 101 | Nominados |
| 2007 | Mejor elenco joven en una serie de televisión (Comedia o Drama)                         | Jamie Lynn Spears Paul Butcher Sean Flynn Victoria Justice Christopher Massey Alexa Nikolas Erin Sanders Matthew Underwood                 | Ganadores |
| 2008 | Mejor actuación en una serie de televisión - Actriz Joven Protagónica                   | Jamie Lynn Spears | Nominada  |
| 2008 | Mejor actuación en una serie de televisión - Actriz Joven Recurrente                    | Erin Sanders | Ganadora  |
| 2008 | Mejor serie familiar de televisión                                                      | Zoey 101 | Nominados |
| 2008 | Mejor elenco joven en una serie de televisión                                           | Jamie Lynn Spears Paul Butcher Sean Flynn Victoria Justice Christopher Massey Erin Sanders Matthew Underwood                               | Nominados |
| 2009 | Mejor actuación en una serie de televisión (Comedia o Drama) - Actriz Joven de Reparto  | Erin Sanders | Nominada  |